# الطيور الغاضبة (السلسلة)
الطيور الغاضبة (بالإنجليزية: Angry Birds)‏ هي سلسلة من ألعاب الفيديو التي تم إنشاؤها من قبل الشركة الفنلندية روفيو إنترتينمنت. يتم نشرها على الهواتف الذكية والأجهزة اللوحية و في عام 2015 حصدت أكثر من ثلاثة مليارات تنزيل. تم إصدار العديد من المنتجات المشتقة نظرا لنجاح السلسلة: لعب الأطفال والكتب المصورة، مسلسل، فيلم (الطيور الغاضبة:الفيلم).

## قائمة الألعاب

### السلسلة الرئيسية

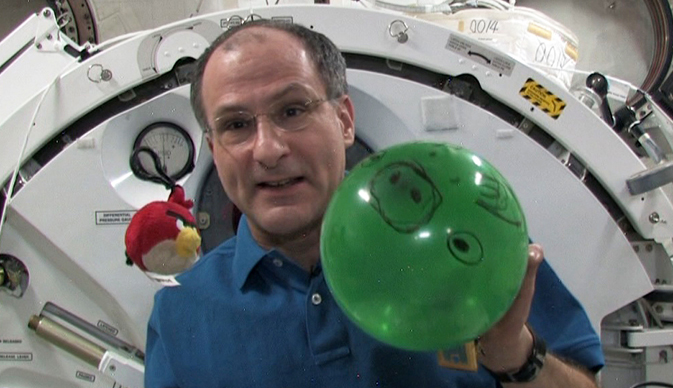
رائد الفضاء دونالد بيتيت في محطة الفضاء الدولية مع دمية : الخنزير بطلالطيور الغاضبة

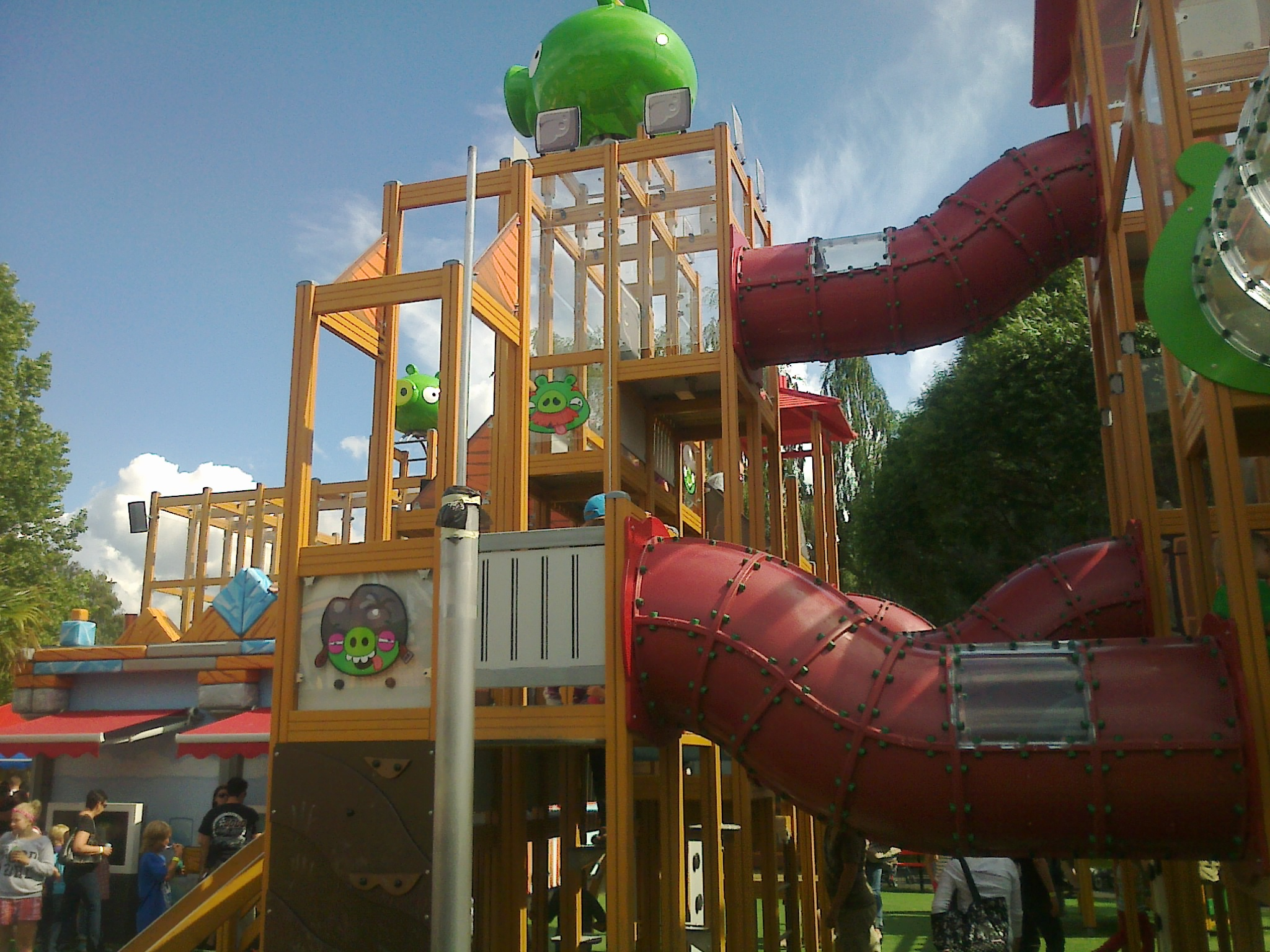
مبدأ اللعبة الطيور الغاضبة لدفع الطيور في الهواء ضد الحصون التي بنيت من قبل الخنازير الخضراء

الطيور الغاضبة لعبة تقدم اللعب ب2D. يجب على اللاعب دفع الطيور إلى الحصون حتى تنهار على أعدائهم الخنازير. تم إصدار الإصدار الأول على آي أو إس ، وبعدها تم تكييفها على العديد من المنصات الأخرى (أندرويد، مشغل ألعاب الفيديو ومنصة ألعاب فيديو محمولة يدويا...).
- الطيور الغاضبة (2009)
- الطيورالغاضبة الفصول (2010) ، ويقدم مستويات حول موضوع العطلة (صدر في الأصل تحت عنوان الطيور الغاضبة هالوين)
- الطيور الغاضبة الأصدقاء (2012) ، هذا الإصدار متاح على الفيسبوك
- الطيور الغاضبة الفضاء (2012) ، ويقدم مستويات لعب جديدة في الفضاء[4] · [5]
- الطيور الغاضبة ستيلا (2014) ، نفس المبدأ مع شخصيات جديدة.[6]
- الطيور الغاضبة 2 (2015) ، ويتضمن خريطة للمستويات التي بدورها تتكون من جداول متعددة كما يستطيع اللاعب اختيار الطيور التي يريد أن إطلاقها[7] · .[8]

### ألعاب أخرى
- الخنازير السيئة (2012) لعبة تركز على الخنازير الخضراء أعداء السلسلة الرئيسية، والتي تريد بناء المركبات للوصول إلى وجهتهم.[9]
- الطيور الغاضبة الذهاب!  (2013)، لعبة سباق.
- الطيور الغاضبة الملحمة (2014)، لعبة قتال.
- الطيور الغاضبة البوب!  :( 2014 ) صدر في الأصل تحت عنوان الطيور الغاضبة ستيلا البوب!.[10]
- الطيور الغاضبة القتال!  (2015)، آر بي جي على أساس مبدأ المباراة 3ضد 3.[11]
- الطيور الغاضبة العمل!  (2016), لعبة كرة ودبابيس.[12]
- الطيور الغاضبة الانفجار!  (2016).[13]
- الطيور الغاضبة التطور (2017)، لعبة أكشن.

### ألعاب من الأفلام
تم تكييف لعبة الطيور الغاضبة مع مختلف الأفلام.
- الطيور الغاضبة ريو (2011) ، ترتكز اللعبة على فيلم "ريو".[14]

- الطيور الغاضبة حرب النجوم (2012) ، ترتكز على لعبة الطيور الغاضبة الفضاء وعلى الأفلام الثلاثة الأولى من حرب النجوم.
- الطيور الغاضبة حرب النجوم 2 (2013) ترتكز على الأفلام الرابعة، الخامسة والسادسة من حرب النجوم.
- الطيور الغاضبة المتحولات (2014)، لعبة تبادل إطلاق النار في فضاء ثلاثي الأبعاد ( 3D).[15]

## المنتوجات المشتقة

### اللعب
هناك العديد من الألعاب المتعلقة باطيور الغاضبة، لعبة ألواح، بعنوان الطيور الغاضبة لعبةتم نشرها من قبل شركة ماتيل. اثنين من النماذج المتاحة : امتداد الخشب (دق على الخشب) و امتداد الجليد (الثلج) في عام 2010، أكثر من عشرة ملايين لعبة طيور غاضبة تم بيعها

### الكتب المصورة
توجد العديد من الكتب مستوحاة من عالمالطيور الغاضبة تم إنشاء وتوسيع العالم من هذه السلسلة. في عام 2014 ، بول توبين، IDW للنشر قد أطلقت سلسلة من الكتب الكوميدية ( قصص مصورة) تحت عنوان الطيور الغاضبة. في فرنسا، أصدرت لومبارد سلسلة من القصص المصورة استنادا إلى سلسلة.

### مسلسل
روفيو قد أنتجت أيضا مسلسلات تلفزيونية على أساس لعبة الطيور الغاضبة بعنوان مسلسل الطيور الغاضبة ( Angry Birds Toons). يتم توزيعه في فرنسا من قبل جولي (قناة) و كانال ج على صباح السبت. الحلقات متاحة أيضا على إصدارات مختلفة من اللعبة. سلسلة تتكون من 104 حلقات.

### الفيلم
تم تكييف المسلسل إلى فيلم أعلن في عام 2012. وقد أنتج هذا القيلم سوني بيكتشرز إيميج وركسو كولومبيا بيكتشرز ، فيلاج رود شو بيكتشرز.

### الحدائق

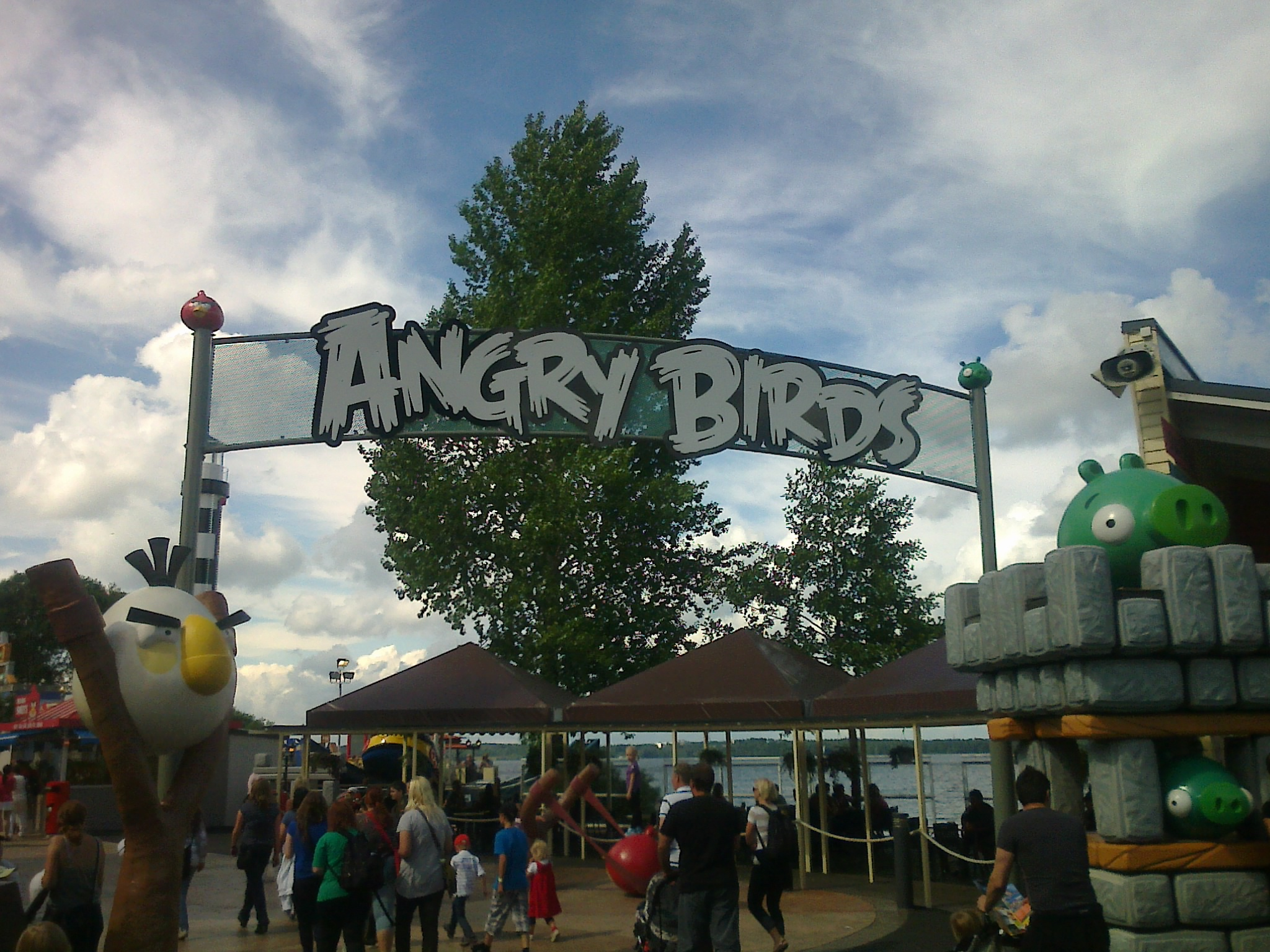
حديقة للطيور الغاضبة في فنلندا

توجد ثلاثة الحدائق حول لعبة الطيور الغاضبة في العالم. الأولى في فنلندا ، والثانية في بريطانيا العظمى و الثالثة في الصين.